# 浜口村
浜口村（はまぐちむら）は、秋田県山本郡にあった村。現在の三種町の西端、日本海沿岸にあたる。

## 地理
- 海：日本海
- 山：日向山
- 湖沼：八郎潟、蓮沼

## 歴史
- 1889年（明治22年）4月1日 - 町村制の施行により、浜田村、大口村、芦崎村の区域をもって発足。
- 1955年（昭和30年）4月1日 - 鵜川村と合併して八竜村が発足。同日浜口村廃止。

## 交通

### 道路
- 男鹿街道（現・国道101号）

## 著名出身者
- 牧野政信 (柔道家)